# Anthidium pulchellum
Anthidium pulchellum är en biart som beskrevs av Johann Christoph Friedrich Klug 1832. Anthidium pulchellum ingår i släktet ullbin, och familjen buksamlarbin. Inga underarter finns listade i Catalogue of Life.